# Guillaume de Hesse-Cassel-Rumpenheim
Guillaume de Hesse-Cassel-Rumpenheim (en allemand : Wilhelm von Hessen-Kassel-Rumpenheim), landgrave de Hesse-Cassel-Rumpenheim, est né le 24 décembre 1787 à Biebrich, en principauté de Nassau-Usingen, et mort le 5 septembre 1867 à Copenhague, au Danemark. Gouverneur de Copenhague, il est l'ancêtre de Heinrich Donatus de Hesse, actuel prétendant au trône de l'Électorat de Hesse.
Héritier potentiel du trône de Danemark à la mort du roi Frédéric VII (15 novembre 1863), il renonce à ses droits, en même temps que son fils Frédéric, au profit de son gendre Christian de Schleswig-Holstein-Sonderbourg-Glucksbourg, qui devient Christian IX.

## Famille
Le prince Guillaume est le fils aîné du prince Frédéric de Hesse-Cassel-Rumpenheim (1747-1837) et de son épouse la princesse Caroline de Nassau-Usingen (1762-1823).
Le 10 novembre 1810, Guillaume épouse, à Amalienborg, la princesse Louise-Charlotte de Danemark (1789-1864), fille du prince héréditaire Frédéric de Danemark (1753-1805) (1753-1805) et de son épouse la princesse Sophie-Frédérique de Mecklembourg-Schwerin (1758-1794).
De ce mariage naissent 6 enfants :
- Caroline de Hesse-Cassel (1811-1829), princesse de Hesse-Cassel ;
- Marie-Louise-Charlotte de Hesse-Cassel (1814-1895), princesse de Hesse-Cassel, qui épouse le prince Frédéric-Auguste d'Anhalt-Dessau (1799-1864) ;
- Louise de Hesse-Cassel (1817-1898), princesse de Hesse-Cassel, qui épouse Christian de Schleswig-Holstein-Sonderbourg-Glucksbourg (1818-1906), devenu roi de Danemark le 15 novembre 1863 sous le nom de Christian IX (à la suite du décès sans postérité de Frédéric VII) ;
- Frédéric de Hesse-Cassel (1820-1884), landgrave de Hesse-Cassel, qui épouse d'abord la grande-duchesse Alexandra Nikolaïevna de Russie avant de se remarier à la princesse Anne de Prusse (1836-1918) ;
- Augusta de Hesse-Cassel (1823-1899), princesse de Hesse-Cassel, qui épouse le baron Carl Frederik von Blixen-Finecke ;
- Sophie de Hesse-Cassel (1827-1827), princesse de Hesse-Cassel.